# Europejska Partia Ukrainy
Europejska Partia Ukrainy (ukr. Європейська партія України, EPU) – ukraińska partia polityczna o charakterze centroprawicowym i liberalnym.

## Historia
Została powołana w 2006 przez zwolenników Mykoły Katerynczuka, popularnego deputowanego do Rady Najwyższej z listy Naszej Ukrainy, na bazie utworzonego przez niego Europejskiego Ruchu Ukrainy. Ugrupowanie koncentruje się na kwestiach integracji z Unią Europejską i NATO. W lipcu 2007 EPU weszła w skład proprezydenckiej koalicji Nasza Ukraina-Ludowa Samoobrona, a jej lider zajął miejsce w pierwszej dziesiątce listy wyborczej. Mykoła Katerynczuk jako jedyny przedstawiciel partii został posłem do Rady Najwyższej VI kadencji.